# Flâneur
|  | Denne artikel er oprettet af botten PalnaBot ud fra en ekstern database. Den kan derfor have sproglige fejl eller mangler. Denne skabelon kan fjernes efter kontrol af indholdet. |

Flâneur er en eksperimentalfilm fra 1993 instrueret af Torben Skjødt Jensen efter manuskript af Torben Skjødt Jensen.

## Handling
Byens sagte, drømmeagtige puls, stemninger og livets uundgåelige gang i et billed- og lyddigt fra Firenze/Siena 1992, hvor en kvinde, hendes ansigt, hendes ben smelter sammen med overtonede billeder og indtryk, ord og følelser. Indgår også i antologien »Ritualer«.